# Associação Nacional para o Progresso de Pessoas de Cor
A Associação Nacional para o Progresso de Pessoas de Cor (em inglês:  National Association for the Advancement of Colored People; NAACP) é uma das mais antigas e mais influentes instituições a favor dos direitos civis de uma minoria (principalmente de negros) nos Estados Unidos. Foi fundada em 1905 por um grupo de ativistas conhecidos como The Call (A Chamada) para lutar pelos direitos de afro-americanos: um grupo de intelectuais negros e simpatizantes brancos que, inicialmente, formou um comitê durante reunião no centenário do aniversário de Abraham Lincoln, em Nova Iorque, que em 1910 se transformou na NAACP.
A NAACP combatia em duas frentes: na educação e em questões judiciais, a exemplo dos processos impetrados contra as chamadas leis Jim Crow, que privavam os negros de direitos civis. Em 1915, graças à NAACP, a "cláusula do avô" foi anulada pela Suprema Corte dos Estados Unidos. Em 1954, a NAACP já era a maior organização de defesa dos direitos civis no mundo, nessa época com meio milhão de sócios. No ano seguinte, Rosa Parks, uma costureira que participava como secretária na NAACP, foi presa por recusar-se a obedecer à ordem de segregação racial num ônibus da cidade de Montgomery, no Alabama e cuja prisão motivou o movimento que seria denominado boicote aos ônibus de Montgomery.
A NAACP tem sua origem no "Movimento Niágara", um grupo contrário ao pensamento "comodista" de Booker T. Washington, que entendiam que a conquista dos direitos políticos era fundamental para poderem competir economicamente.
O nome da instituição é um dos únicos usos sobreviventes do termo "pessoas de cor", agora visto como arcaico e ofensivo. Entre membros famosos, estiveram a costureira símbolo da luta contra segregação racial Rosa Parks. A cada ano, a associação entrega o prêmio NAACP Image Awards para os negros (e miscigenados, como é o caso de Mariah Carey) mais influentes do cinema, televisão e música do ano.